# Magnus Darin
Magnus Laurentii Darin, född 1678, död 20 juni 1742 i Norra Vrams socken, Kristianstads län, var en svensk präst och kyrkoherde i Norra Vrams socken.  
Darin författade anteckningar över jordbruk, prisindex och meteorologi i Skåne. Hans verk har sedan använts för att kartlägga olika faktorer som har påverkat levnadsstandarden i Skåne under början på 1700-talet.
Han fick tillsammans med Maria Ågren två barn; Petrus Darin och Lars Magnus Darin.